# عبدالرزاق قورنه
عبدالرزاق قورنه (زاده ۲۰ دسامبر ۱۹۴۸)، نویسندهٔ تانزانیایی برندهٔ جایزهٔ نوبل ادبیات در سال ۲۰۲۱ است. بنا بر اعلام آکادمی نوبل او به دلیل «نوشته‌های رسوخگر و دلسوزانه در زمینهٔ تأثیرات استعمار و سرنوشت پناهجویان در شکاف میان فرهنگ‌ها و قاره‌ها» شایستهٔ دریافت این جایزه تشخیص داده شده‌است. نام او در زبان مادریش سواحلی Gurnah است.

## زندگی و حرفه
عبدالرزاق گورنه (یا گورناه) در ۲۰ دسامبر ۱۹۴۸ در سلطان نشین زنگبار (که امروزه بخشی از تانزانیا است) متولد شد. وی در سال ۱۹۶۸ به عنوان دانشجو به بریتانیا سفر کرد. او در جریان آزار و اذیت شهروندان عرب در ۱۸ سالگی در جریان انقلاب زنگبار از زنگبار گریخت. ابتدا در کالج کریستی چرچ، کانتربری، تحصیل کرد، جایی که مدرک خود را در آن زمان از دانشگاه لندن گرفت.
سپس به دانشگاه کنت رفت، جایی که در سال ۱۹۸۲ از پایان‌نامه دکتری خود دفاع کرد. از ۱۹۸۰ تا ۱۹۸۳، گورنه در دانشگاه بایرو کانو در نیجریه تدریس می‌کرد. او تا زمان بازنشستگی استاد زبان انگلیسی در دانشگاه کنت بود.
گورنه در دو جلد مقالاتی دربارهٔ یک نامه دربارهٔ آفریقا ویرایش کرده‌است و مقالاتی را در مورد تعدادی از نویسندگان معاصر پس از استعمار منتشر کرده‌است که مشهورترین آنها VS Naipaul، سلمان رشدی و Zoe Wicomb هستند. وی ویراستار کتاب A Companion to Salman است که در سال «۲۰۰۷» توسط دانشگاه کمبریج منتشر شده‌است. گورنه داور چند جایزهٔ ادبی بوده‌است، از جمله جایزهٔ کین برای نویسندگی آفریقایی و جایزهٔ بوکر.
گورنه در انگلستان زندگی می‌کند.

## جوایز
گورنه در سال ۲۰۰۶ به عضویت انجمن سلطنتی ادبیات پذیرفته شد. در ۷ اکتبر ۲۰۲۱، "به دلیل ریزبینی آشتی ناپذیر و دلسوزانه‌اش دربارهٔ تأثیر استعمار و سرنوشت پناهجویان در خلیج میان فرهنگ‌ها و قاره‌ها جایزهٔ نوبل ادبیات را دریافت کرد. "

## خلاقیت هنری
بیشتر کارهای گورنه در مورد سواحل شرق آفریقا یا زنگبار است.  بروس کینگ منتقد ادبی استدلال می‌کند که رمان‌های گورنه قهرمانان شرق آفریقا را در زمینه وسیع بین‌المللی خود قرار داده‌است و این نشان می‌دهد که در جهان بینی گورنه "آفریقایی‌ها همیشه بخشی از یک جهان بزرگتر و در حال تغییر بوده‌اند."  به گفتهٔ کینگ، قهرمانان داستان‌های گورنه اغلب می‌کوشند عادت‌های بد بیگانگان را ریشه کن کرده و از این طریق قربانی شوند. "

## کتابشناسی
آثار وی عبارتند از:

### رمان
- «راه زائران» (۱۹۸۸)
- «داتی» (۱۹۹۰)
- «بهشت» (۱۹۹۴)
- «سکوت تحسین آمیز» (۱۹۹۶)
- «کنار دریا» (۲۰۰۱)
- «فرار از خدمت سربازی» (۲۰۰۵)
- «آخرین هدیه» (۲۰۱۱)
- «قلب شنی» (۲۰۱۷)
- «زندگی پس از مرگ» (۲۰۲۰)
- «تاراج» (۲۰۲۵)

### داستان کوتاه
- «مادرم در مزرعه ای در آفریقا زندگی می‌کرد» (۲۰۰۶)